# Hindlingen
Hindlingen (en alsacià Haiflínge) és un municipi francès, situat a la regió del Gran Est, al departament de l'Alt Rin. L'any 2006 tenia 583 habitants.

## Demografia
| 1962 | 1968 | 1975 | 1982 | 1990 | 1999 |
| ---- | ---- | ---- | ---- | ---- | ---- |
| 247  | 305  | 313  | 361  | 407  | 432  |

## Administració
| Període | Identitat | Partit |
| ------- | --------- | ------ |
| 2001-   | Paul Sahm |        |